# Hån (Lillhärdals socken, Härjedalen)
Hån är en sjö i Härjedalens kommun i Härjedalen och ingår i Ljusnans huvudavrinningsområde. Sjön har en area på 0,305 kvadratkilometer och ligger 430 meter över havet. Sjön avvattnas av vattendraget Blädjan.

## Delavrinningsområde
Hån ingår i det delavrinningsområde (686213-140914) som SMHI kallar för Utloppet av Hån. Medelhöjden är 460 meter över havet och ytan är 4,09 kvadratkilometer. Räknas de 28 avrinningsområdena uppströms in blir den ackumulerade arean 265,52 kvadratkilometer. Blädjan som avvattnar avrinningsområdet har biflödesordning 3, vilket innebär att vattnet flödar genom totalt 3 vattendrag innan det når havet efter 282 kilometer. Avrinningsområdet består mestadels av skog (31 procent), öppen mark (11 procent), jordbruk (15 procent) och sankmarker (22 procent). Avrinningsområdet har 0,3 kvadratkilometer vattenytor vilket ger det en sjöprocent på 7,4 procent. Bebyggelsen i området täcker en yta av 0,47 kvadratkilometer eller 11 procent av avrinningsområdet.